# Шир (Средиземье)
Шир (англ. The Shire) — вымышленная Дж. Р. Р. Толкином страна, описанная в повести «Хоббит, или Туда и обратно» и романе «Властелин колец», а также других книгах, посвящённых миру Средиземья. Населён исключительно хоббитами и расположен в северо-западной части Средиземья. Название Шира на исходном вестроне — Суза, или Сузат (латиницей: Sûza, Sûzat) — в первом случае это просто некий «удел» (англ. Shire), во втором же — имя собственное, аналогично англ. The Shire), на синдарине — и-Дранн (синд. i Drann).

## География

Хоббитон (рисунок Дж. Р. Р. Толкина)

Согласно Толкину, протяжённость Шира от Дальних Увалов на западе до Брендивайнского моста на востоке 40 лиг (120 миль, или 193 км), а от северных болот до южных топей — 50 лиг (150 миль, или 241 км). На юге , там проживали Логгинсы-топтуны.  Это подтверждает эссе, написанное Толкином о правилах перевода «Властелина Колец», где он описывает площадь Шира примерно равной 18 000 миль² (47 000 км²).
Изначальная территория Шира была ограничена с востока рекой Барандуин, с севера — возвышенностями, располагавшихся в древнем центре Арнора, с запада — Белыми увалами, а с юга — топями, расположенными южнее реки Ширборн. 
После первоначального расселения хоббиты также расширили границы своих владений на восток в Бакленд, расположенный между Барандуином и Старым Лесом, и (гораздо позже) на запад в Западный Кром между Белыми увалами и Башенными Холмами.
Шир был исходно поделён на четыре четверти, или Чети (англ. Farthings). Выдающиеся за природные границы Шира Бакленд и Западный Кром формально были присоединены к нему только после Войны Кольца. Внутри Четей располагались гораздо меньшие неофициальные клановые землевладения: к примеру, почти все Туки жили рядом с Тукборо в Тукленде. Фамилии хоббитов часто отражали географическое происхождение их семей: фамилия Сэмуайза Гэмджи, например, происходит от деревни Гэмидж (англ. Gamwich), откуда вышла его семья. Бакленд (англ. Buckland) назван в честь Старобаков (англ. Oldbucks), позже прозванных Брендибаками (англ. Brandybucks) из-за хоббитского названия реки, на берегу которой они поселились.
Шир описывается как небольшая, но красивая и плодородная земля, горячо любимая её обитателями. Хоббиты в Шире активно занимались сельским хозяйством, но промышленности как таковой не было. Ландшафт, помимо полей, включал небольшие рощицы (что весьма похоже на английские деревенские пейзажи). Из сельскохозяйственной продукции, производившейся в Шире, стоит отметить крупы, фрукты, дерево и трубочное зелье.

## Возникновение идеи
На картах Толкина Шир расположен примерно там же, где и Англия на современных картах Европы, и является примером идеологии «беззаботной Англии». По всему повествованию Толкин распределил большое количество точек соприкосновения между ними, вплоть до погоды, сельского хозяйства и диалекта языка.

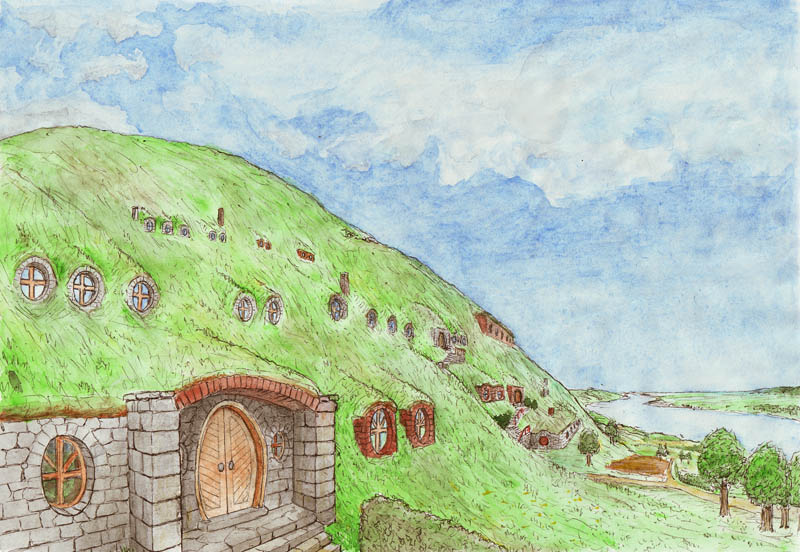
Нора хоббита (рисунок)

В частности, центральная часть Шира соответствует Западным Мидлендс в Англии, в которые входят Вустершир (где Толкин расположил, в частности, свой «дом», поскольку семья его матери происходила из Ившема), Шропшир, Варвикшир, Херфордшир и Стаффордшир, и формирует, согласно Тому Шиппи, «культурную единицу с корнями, уходящими глубоко в историю». Северная Четь с её сильными снегопадами могла бы соответствовать Йоркширу или Озёрному Краю, а Южная Четь располагалась настолько южнее, что в ней делали вино и выращивали табак («трубочное зелье»).
Название «Шир» напоминает о книге Теренса Уайта «Я весь в Англии» (англ. England Have My Bones), где Уайт говорит, что он живёт в «Шире» с заглавной буквы «Ш».
Индустриализация Шира базируется на детских воспоминаниях Толкина о появлении в вустерширской глубинке многочисленных предприятий тяжёлой промышленности. Восстание хоббитов и восстановление прединдустриального Шира может быть истолковано как медицинское предписание «добровольной простоты», которое может служить лекарством от проблем современного общества. Саруман, персонаж, ответственный за загрязнение Шира и сподвигнувший владельца мирной зерновой мельницы на переделку её в источающую дым и грязь фабрику, частично получил своё имя от названия Сархоулской мельницы, недалеко от которой Толкин провёл «наиболее идиллический период» своего детства.
Кроме всего прочего, стоит заметить, что Западные Мидландс послужили прототипом не только для Шира. Этот же регион в более отдалённом прошлом (когда он был Мерсией) также послужил и образцом для Марки рохиррим.

## Регионы Шира
Изначальная территория Шира подразделялась на четыре Чети (англ. Farthings, «четверти»). Трёхчетевой камень (англ. Three-Farthing Stone) обозначал место, где сходились границы Восточной, Западной и Южной Четей у Восточной дороги.

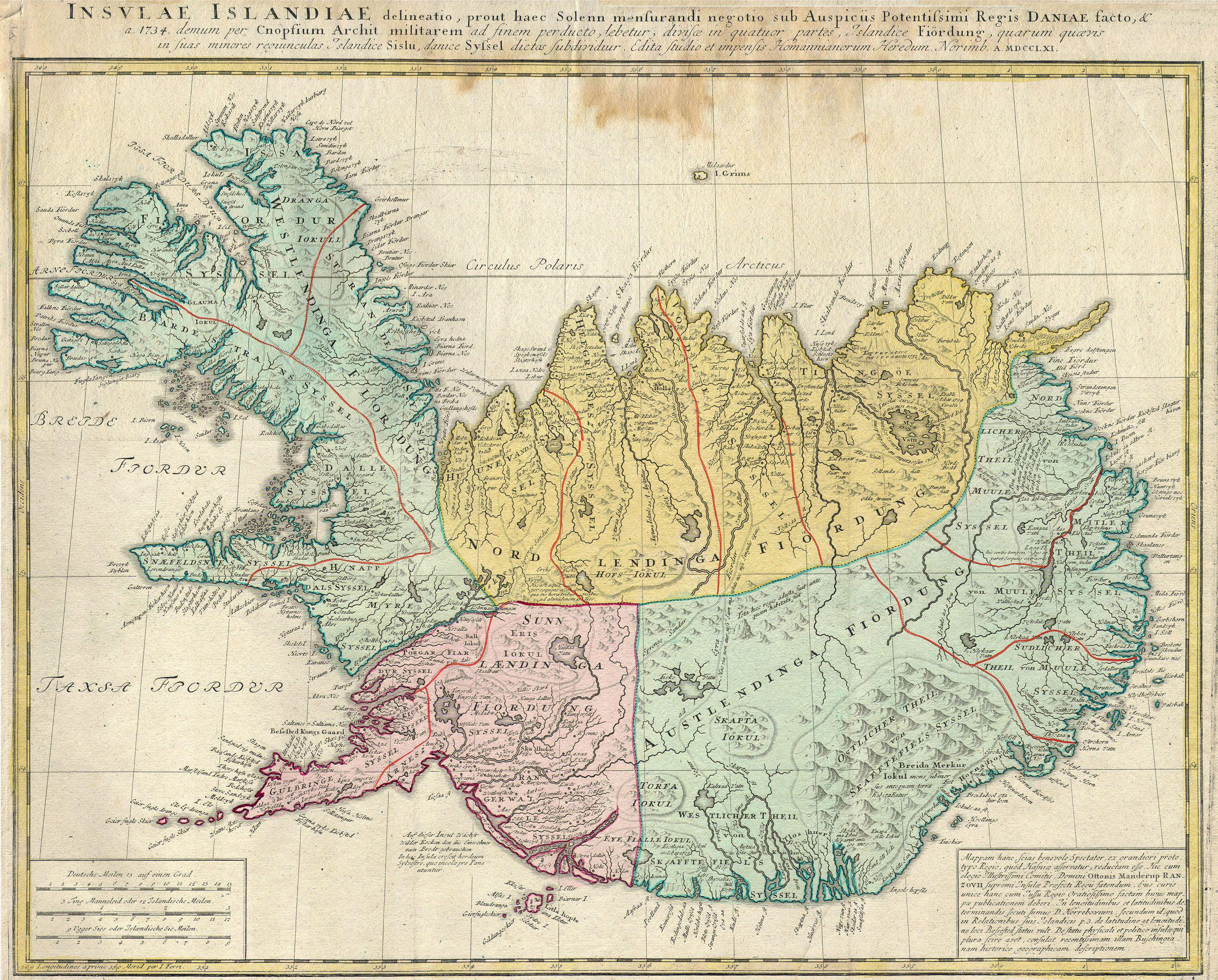
Карта Исландии 1761 года как пример Шира разделённого на четыре части: Север, Юг, Запад и Восток

Бакленд, расположенный на противоположном берегу реки Барандуин на востоке, и Западный Кром, лежавший между Дальними Увалами и Башенными Холмами на западе, не были частью первоначально пожалованной хоббитам королём Артэдайна Аргелебом II земли. Формально они были даны хоббитам как Восточный и Западный пределы Шира королём Элессаром после Войны Кольца, в 1462 г. Л.Ш. (41 г. Ч.Э.). Бакленд к тому времени был уже давно заселён: Горендад Старобак привёл туда хоббитов из Восточной Чети, с противоположного берега Барандуина, в 2340 г. Т. Э., и Бакленд стал чем-то «вроде колонии Шира». О поселениях в Западном Кроме до его дарования Элессаром хоббитам, напротив, не упоминается; дочь Сэма Гэмджи, Эланор, и её муж Фастред позже переселились туда, и Фастред был назначен Стражем Западного Крома.

### Северная Четь
Северная Четь (англ. Northfarthing) — наименее населённая часть Шира. Именно там в основном выращивался ширский ячмень; также это была единственная Четь, где зимой часто случались сильные снегопады. Также в ней произошла историческая Битва при Зеленополье.
- Долгий Клив (англ. Long Cleeve) был местом обитания части клана Туков, потомков Бандобраса «Бычьего Рёва» Тука, известных как «северные Туки», которые осели там после битвы при Зеленополье[16].
- В деревне Твердострой (англ. Hardbottle) жила семья Брейсгёрдл (англ. Bracegirdle), к которой принадлежала Лобелия Сэквилль-Бэггинс. Неоконченный алфавитный указатель Толкина к «Властелину Колец» помещал Твердострой в Южную Четь[17] (в некоторых картах, в том числе «Атласе Средиземья» Карен Уинн Фонстад, использован именно этот вариант). Однако более подробная статья Толкина, входящая в руководство для переводчиков, недвусмысленно помещает деревню в Северную Четь[Комм. 5].
- Лес Байндбоул (англ. Bindbole Wood), расположенный в Северной Чети, был одним из крупнейших лесов Шира. «Bole» в переводе означает «ствол дерева», соответственно, название леса переводится как «переплетённые (или скрученные) стволы», что свидетельствует о его густоте и труднопроходимости[18]. В первом издании «Бэллантайн» в мягком переплёте это название было дано с опечаткой — Байндбэйл (англ. Bindbale), и эта опечатка потом перекочевала во множество других изданий, в частности, в «Путеводитель по Средиземью» Роберта Фостера и «Атлас» Фонстад[19].

### Западная Четь
Западная Четь (англ. Westfarthing) — западная часть Шира. Простиралась от Трёхчетевого камня на запад вплоть до Дальних Увалов и включала Белые Увалы.
- Мичел Делвинг на Белых Увалах (англ. Michel Delving on the White Downs, в переводе Григорьевой/Грушецкого — Микорыты) — главный город Шира[20]. Название значит просто «обширные раскопки»[21]. Мэр Мичел Делвинга, избиравшийся на семь лет, был единственным выборным представителем власти в Шире[9]. Во время Войны Кольца мэром был Уилл Белоног[22], самый толстый хоббит Западной Чети[23]. В Мичел Делвинге также находился дом маттомов, музей старых вещей[20], где какое-то время находилась мифриловая кольчуга Бильбо[24][25][26].
- Малый Делвинг (англ. Little Delving, в переводе Григорьевой/Грушецкого — Малоройка) — деревня к северу от Мичел Делвинга[10].
- Уэймит (англ. Waymeet, на карте Шира в Прологе «Властелина Колец» — Уэймут (англ. Waymoot), в переводе Григорьевой/Грушецкого — Росстань) — деревня, образовавшаяся на перекрёстке Великой Восточной дороги и старой Южной дороги, пересекавшей Барандуин у Сарнского брода в то время, когда Брендивайнский мост ещё не был построен[27][Комм. 6].
- Тукборо (англ. Tuckborough) — центр владений Туков, где жило большинство из них[9]. Большая семья Тана жила здесь, в Больших Смиалах[20][22].

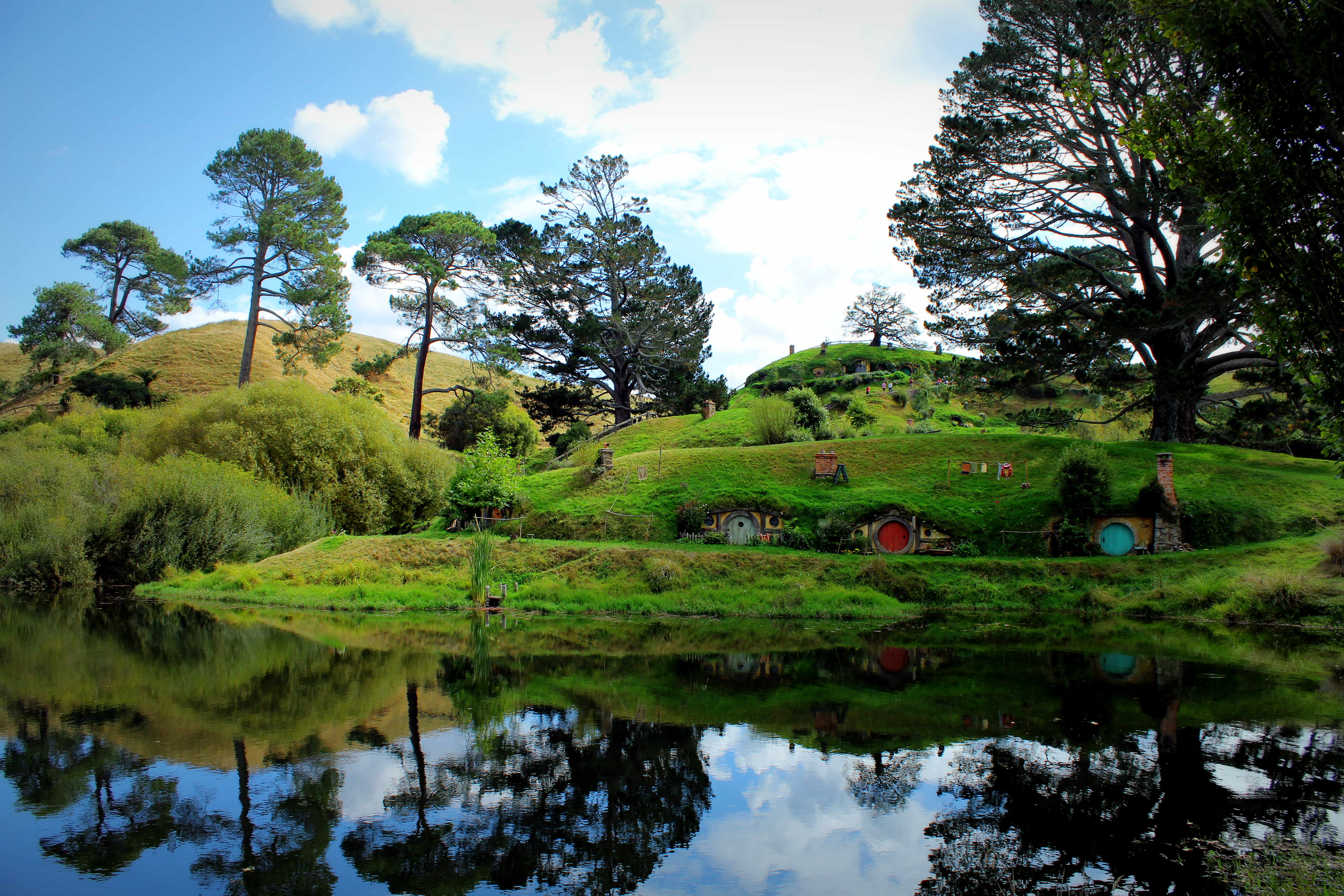
Норы хоббитов, как они были представлены в кинотрилогии

- Байуотер (англ. Bywater, в переводе Григорьевой/Грушецкого — Уводье) — деревня, расположенная на Восточной дороге вдоль реки Водьи (англ. The Water), протекавшей через центр Шира[10]. Славилась двумя тавернами — «Зелёным драконом» (англ. The Green Dragon)[28] и «Кустом плюща» (англ. The Ivy Bush)[29]. В Байуотере 3 ноября 3019 г. Т.Э. также состоялась Битва при Байуотере, последнее сражение Войны Кольца[11][22].
- Тростниковая Топь (англ. Rushock Bog) — болотистая область вдоль Водьи, расположенная недалеко от города Иглоушко (англ. Needlehole)[10].

- Хоббитон (англ. Hobbiton) — деревня, расположенная вдоль Водьи чуть к западу от Байуотера. На севере его располагался большой холм (называвшийся просто Холм (англ. The Hill)), под южными склонами которого Бунго Бэггинс построил роскошный смиал Бэг Энд (англ. Bag End), располагавшийся над переулком Бэгшот Роу (англ. Bagshot Row)[29][30][31]. Он был домом для Бильбо Бэггинса, Фродо Бэггинса и Сэмуайза Гэмджи, именно там начинаются и заканчиваются «Хоббит» и «Властелин Колец». Толкин позаимствовал название «Бэг Энд» от названия сельского дома его тётки в крошечной вустерширской деревне Дормстон[32]. В книгах «Бэг Энд» — это перевод слова «Лабин-нек» (англ. Labin-nec) с вестрона на английский язык. Это слово имело примерно такое же значение и такое же отношение к слову «Лабинги» (англ. Labingi, вестронская форма фамилии «Бэггинс») как «Бэг Энд» к «Бэггинсу»[33].

На северном берегу Водьи в Хоббитоне стояла «Мельница» (англ. The Mill) с большим водяным колесом и двором позади неё. Мельник Сэндимэн (в переводе Григорьевой/Грушецкого — Песошкинс) владел ею и занимался помолом зерна с помощью своего сына Теда Сэндимэна. Лотто Сэквилль-Бэггинс снёс Старую Мельницу и построил на её месте Новую Мельницу, которая представляла собой уродливое здание из красного кирпича с высокой трубой. Новая Мельница была больше Старой, в ней находилось большое количество колёс и странных приспособлений для повышения производительности. Эта Новая Мельница заходила в воду Водьи и сбрасывала загрязняющие отходы в её поток. Ею управляли люди, а Тед Сэндимэн остался помогать им. Когда Саруман пришёл в Шир в сентябре 3019 г., Мельница перестала использоваться для помола зерна и была переориентирована на нечто промышленное; она издавала громкие звуки и испускала дым и нечистоты. После того, как Саруман был убит, а люди Предводителя побеждены при Байуотере, Новая Мельница была ликвидирована.

### Южная Четь
Южная Четь (англ. Southfarthing) — место расположения Долгой долины, где выращивалось лучшее трубочное зелье благодаря более тёплому климату этой части Шира.
- В Долгой долине (англ. Longbottom) Тобольд Хорнблоуэр (в переводе Григорьевой/Грушецкого — Дудкинс) начал разведение трубочного зелья с плантаций, расположенных в его саду, около 2670 г. Т.Э.[11][34]
- Зелёные Холмы (англ. Green Hill Country) — холмистая область в центральной части Шира, пролегавшая также по Южной и Восточной Четям[10][35].
- Надборнские болота (англ. Overbourne Marshes) — болотистая местность, располагавшаяся вдоль западного берега Барандуина, через реку от места впадения в неё Ивлинки. Через эти болота река Ширборн впадала в Барандуин чуть южнее Заплотова Конца[10].
- Сарнский брод (англ. Sarn Ford) — каменистый брод через Барандуин на южных границах Шира[36]. Дорога, отходившая от Большой Восточной дороги у Росстани, пересекала брод и встречалась с Зеленопутьем дальше к востоку[10]. Этот вход в Шир охраняли Следопыты, однако в октябре 3018 г. Т. Э. их оттеснили назгулы, охотившиеся за Кольцом Всевластья[37]. Некоторые из назгулов пересекли брод и вошли в Шир, а остальные последовали за Следопытами по Зеленопутью[11].

### Восточная Четь
Восточная Четь (англ. Eastfarthing) граничила с Баклендом и включала в себя города Дрягву (англ. Frogmorton) и Белооземь (англ. Whitfurrows), а также фермы Марей. Фермеры, жившие рядом с Брендивайном, во многом признавали главенство Старобаков даже после их переселения за реку и принятия фамилии «Брендибак».
- Мари (англ. The Marish) — плодородные, но болотистые сельскохозяйственные земли, располагавшиеся вдоль Брендивайна. Мари были заселены Хватами, пришедшими туда из Дунланда, примерно через тридцать лет после основания Шира[11][20]. Мари играли очень важную роль в Шире во времена Букки, первого Тана Ширского. Горендад, один из его потомков, перешёл Брендивайн и основал Бакленд. Фермер Мэггот также жил в Марях на ферме Бамфёрлонг[38].
- Крепь (англ. Stock) — главный город Марей, место расположения «Золотого насеста», таверны, славившейся своим великолепным пивом[38]. Дорога в Крепь шла на восток из Тукборо в Западной Чети через Зелёные холмы и, проходя мимо Йейла доходила до Крепи[10].
- Йейл (англ. The Yale) — низко расположенные сельскохозяйственные земли, располагавшиеся между Дорогой в Крепь и Восточной дорогой[10][39]. Там жило семейство Боффин, и несколько Боффинов в составленном Толкином их генеалогическом древе (удалённом из Приложения С перед публикацией «Властелина Колец») происходило именно из Йейла[40].
- Скарка (англ. Scary) — деревня в северной части Восточной Чети у южного подножия Скарийских Холмов (англ. Hills of Scary)[10][13]. От Скарки шла дорога на юг, которая пересекала Водью у Овчинного брода (англ. Budgeford) и вливалась в Большую Восточную дорогу у Белооземи. Во время Войны Кольца припасы были сосредоточены в каменоломне к востоку от Скарки Людьми Предводителя, а после Очищения Шира хоббиты использовали эти запасы на празднике Середины Лета[13].
- Залесье (англ. Woody End) — поросшая лесом возвышенность недалеко от деревни Талка (англ. Woodhall). Фродо и его друзья по пути в Бакленд встретили там отряд Гилдора[35].

### Бакленд
Бакленд (англ. Buckland), в переводе Григорьевой/Грушецкого — Заскочье) — область к востоку от Барандуина, изначально не бывшая частью Шира. Она была отгорожена от соседнего с ней Старого Леса «Заплотом» (англ. High Hay) — высокой изгородью, которая формировала восточную границу Бакленда, проходя от Брендивайнского моста на севере до места впадения Ивлинки в Барандуин у деревушки Заплотов Конец (англ. Haysend). Главным входом в Бакленд с севера были ворота в Заплоте, которые по-разному именовали Вратами Бакленда, Северными Воротами и Заплотовыми Воротами, расположенные «там, где Заплот спускался к берегу реки, прямо у моста» и открывавшиеся на Восточную дорогу, проходившую из Шира в Пригорье.
В отличие от прочих хоббитов, жители Бакленда готовились к встречам с опасностями и были менее наивными, чем ширские хоббиты. По ночам они закрывали Заплотовые Ворота и запирали двери своих домов, а при звуках Рога Бакленда готовы были броситься с оружием в бой. Большинство жителей Бакленда изначально происходили от Хватов и были единственными хоббитами, использовавшими лодки.
- Брендинорье (англ. Bucklebury) — главный город Бакленда. Хозяин Брендинорья, наследственный вождь из семьи Брендибаков, жил именно там, в Бренди Холле[12].
- Брендинорский паром (англ. Bucklebury Ferry) — паром-плот примерно в десяти милях к северу от моста — предоставлял ещё одну возможность пересечения Брендивайна, двигаясь из Шира в Бакленд (изначально Толкин описывал это расстояние равным двадцати милям, но в более поздних изданиях эта ошибка была исправлена). Перевозчика на нём не было, и хоббиты использовали его по необходимости. По дороге в новый дом в Кривражках Фродо, Сэм, Мерри и Пиппин пересекли реку на пароме, лишь немного опередив Чёрных Всадников, которым пришлось ехать кругом через Брендивайнский мост, поскольку на западном берегу реки не было никаких лодок[38].
- Кривражки (англ. Crickhollow) — деревня в Бакленде, в которую переселился Фродо после продажи Бэг Энда. Мериадок Брендибак и Фредегар Болджер подготовили дом якобы к тому, что Фродо будет жить там, удалившись от дел на покой, однако покупка дома была лишь уловкой, позволившей Фродо и Сэму беспрепятственно покинуть Шир[35]. В этом доме некоторое время после возвращения в Шир жили Мерри и Пиппин[13].

### Западный Кром
Западный Кром (англ. Westmarch, также переводилось как Западные Пределы) — территория к западу от исторического Шира, дарованная хоббитам после Войны Кольца королём Элессаром.
После событий Войны кольца, в начале Четвёртой эпохи, король Элессар даровал хоббитам право самоуправления в рамках Воссоединённого королевства, запретив людям входить в Шир без разрешения.
Он также присоединил к Ширу новую область: полоску земли от исторической западной границы Шира, Дальних Увалов, до Башенных Холмов. Эта область между увалами и холмами стала известна как Западный Кром. Как и Бакленд, он не входил ни в одну из Четей.
Старшая дочь мэра Сэмуайза Гэмджи, Эланор Прекрасная, вышла замуж за Фастреда из Травхольма, после чего они переехали в Западный Кром и поселились в Недовышках (англ. Undertowers). После ухода мастера Сэмуайза в Серые Гавани они и их дети стали известны под именем Фербернов (англ. Fairbairns) Башенных и Стражей Западного Крома. Алая книга Фродо и Бильбо Бэггинсов перешла к ним на хранение и стала известна под названием Алая Книга Западного Крома.

## Население
Шир полностью населён хоббитами, разговаривающими на Всеобщем Языке, распространённом на всём Средиземье. Государственная религия отсутствует. Местное население сохраняет остатки родовой структуры — живёт преимущественно большими и крепкими семьями, группируясь по родственному признаку.
Моноэтническое население сложилось в результате переселения трёх основных племён хоббитов в западную часть Эриадора в середине Третьей Эпохи и более поздней эмиграции с юга в Мари и Бакленд и смешивалось только с хоббитами, жившими в Пригорье. Несмотря на небольшие размеры страны и родство его жителей, между ними существуют определённые местные различия языкового и культурно-бытового характера.

## Основание Шира
Шир был основан в 1601 году Третьей Эпохи хоббитами под управлением братьев Марчо и Бланко, получивших ленную грамоту от короля Арнора; собственное летосчисление Шира ведётся от этой даты. Хотя жители обязаны были следить за мостами и дорогами, а также оказывать содействие королевским гонцам, другой помощи Арнору они практически не оказывали. Однако, согласно летописям Шира, на последнюю битву Арнора с Ангмаром из Шира было выслано 200 лучников, хотя в людских и эльфийских летописях факт участия в бою хоббитов не подтверждается. А после падения Арнора, формально оставаясь в составе Гондора (на основании гондорско-арнорской унии 1940 года Т. Э.), Шир фактически провозгласил независимость.

## Государственное устройство и управление Шира. Вооруженные силы
Шир состоит из четвертей, или четей: Северной, Западной, Восточной и Южной. Кроме того, в 1462 г. Л.Ш. (42 год Ч.Э.) в его состав отдельными частями вошли Бакленд (местность за рекой Брендивайн) и Западный Кром (см. Регионы Шира). Главой Шира являлся тан; хотя эта должность была формально выборной, фактически существовала аристократическая республика, так как танами автоматически становились представители наиболее знатных семейств; с 1979 по 2340 гг. Т. Э. танами становились представители рода Старобаков, а затем — Туков. Тан, который первоначально должен был замещать короля во внутренних делах Шира, постепенно стал номинальным главой страны; он созывал сходы, был воеводой дружины и ополчения хоббитов.
К концу Третьей Эпохи должность тана стала формальной. Реальной властью обладал мэр Мичел Делвинга, избиравшийся раз в 7 лет на ярмарке в Белых Увалах. На мэре лежали обязанности почтмейстера, начальника полиции и многочисленные церемониальные функции.
Жизнь в Шире основывалась на Правилах — своде основных законов, восходящих ко временам основания государства. Предводителем (фактически — диктатором) Лотто в 3019 году Т. Э. была предпринята попытка изменения и ужесточения Правил, которая провалилась в результате возвращения в Шир хоббитов из Братства Кольца.
Так как хоббиты не были воинственным народом, то военное дело в удалённом от очагов напряжённости в Средиземье Шире было не на высоте. Постоянная армия отсутствовала, а в случае опасности созывалось легковооружённое ополчение; это делалось в 2747 году Т. Э., во время вторжения орков, во время Долгой Зимы 2758 года, когда волки перешли Брендивайн, и 2—3 ноября 3019 года Т. Э., во время восстания в Шире против Предводителя и Сарумана. Как уже сказано, во время войны Арнора с Ангмаром на помощь королю также отправлялся отряд лучников, но ни один источник людей этого не подтверждает.
Полиция в Шире состоит из так называемых шеррифов, подчинявшихся мэру. Внутри страны их было 12, по три на четь; значительно большее количество несло пограничную и таможенную службу. В правление Лотто численность полиции была увеличена в несколько раз, но после битвы при Байуотере она вновь была сокращена.
Охрану внешних рубежей Шира, особенно на севере и востоке, фактически несли Следопыты Севера, но никаких отношений с местными властями они не имели.
В 3019 году Т. Э., после воссоединения Западных Королевств, Шир был принят под покровительство королём Элессаром, а в 1427 году по летосчислению Шира (7 год Четвёртой эпохи) королевским эдиктом Шир был объявлен Свободной Землёй под покровительством Скипетра Севера, причём людям запрещалось появляться в Шире без позволения хоббитов. Тан Шира, мастер Бакленда и мэр Мичел Делвинга стали Советниками Северного Королевства. Последним известным таном был Фарамир Тук, сын Перегрина; имена и количество последующих танов неизвестны.

## Экономика, торговля и внешние отношения
Благоприятный климат и трудолюбие жителей делали Шир страной с достаточно эффективным хозяйством. Основу экономики составляли сельское хозяйство фермерского типа (земледелие, животноводство), в меньшей степени — охота. Рыболовство было развито мало, и им занимались прежде всего жители Бакленда. Ремёсла, несмотря на довольно широкое распространение, обслуживали прежде всего нужды местного населения. Промышленность была представлена мелкими пищевыми предприятиями; только при диктатуре Лотто была предпринята попытка её развития.
Хотя сельскохозяйственная продукция производилась по всему Ширу, в ней существовали определённые местные различия. Производство ячменя и пива было наиболее распространено в Северной Чети, тогда как в Южной Чети выращивался лучший виноград, изготавливаются хорошее вино и табак. Табак (или, как его называют сами хоббиты — трубочное зелье) являлся основным продуктом ширского экспорта. Его культивация началась в 2670 году Т.Э. в Южной чети неким Тобольдом, привезшим табак из Пригорья. Именно хоббиты первыми в Средиземье начали курить табак, а от них эта привычка распространилась среди других народов. Лучшими сортами ширского табака были «Старый Тоби», «Лист Долгой Долины» и «Южная Звезда». Кроме того, популярностью пользовалось за пределами Шира местное пиво. Основная часть экспорта проходила через селение Пригорье, находящееся в одном дне пути к востоку от Бакленда. Неясно, какие товары ввозились в Шир; вероятно, это были ремесленные изделия, предметы роскоши и некоторые виды сырья.
Хотя через Шир проходил Западный Тракт, который вёл из Эсгарота в Линдон, сами хоббиты им практически не пользовались, отношений с эльфами Линдона не поддерживали, а эльфов, едущих на Запад, избегали. До объединения Запада Шир практически не имел дипломатических отношений ни с одним государством, и даже исторические связи с Пригорьем к концу Третьей Эпохи резко ослабли.

## Наука
Как и во всём Средиземье, точные и естественные науки развиты очень слабо, хотя существует несколько работ обобщающего и прикладного характера, прежде всего, «Травник Шира» (автор — Мериадок Брендибак) — трактат, посвящённый табаку и курению.
Гораздо более распространены гуманитарные и исторические знания. Для хоббитов типично внимание к истории своих предков, поэтому в Шире широко распространены устные предания и рассказы, передававшиеся из поколения в поколение. Предметы материальной культуры, в том числе оружие, хранились в так называемом доме маттомов (импровизированном музее).
Всплеск интереса к изучению истории был вызван той ролью, которую хоббиты сыграли в событиях конца Третьей Эпохи; в начале Четвёртой Эпохи записываются многочисленные устные предания, создаются Летописи Шира и многочисленные исторические труды и хроники, в том числе Алая Книга Западного Крома. В этот период формируются библиотеки, важнейшие из которых — в Недовышках, Бренди Холле и Смеалищах.
Следует отметить также «Переводы с эльфийского» в трёх томах, выполненные Бильбо Бэггинсом, филологический трактат Мериадока Брендибака «Древние понятия и имена Шира» и его же трактат по хронологии «Летосчисление».
По существу, главными учёными Шира должны быть названы Бильбо Бэггинс, Фродо Бэггинс и другие хоббиты — члены Братства, а также некоторые их наследники.